# Wicked : La Véritable Histoire de la méchante sorcière de l'Ouest
Pour les articles homonymes, voir Wicked.
Wicked : La Véritable Histoire de la méchante sorcière de l'Ouest (titre original : Wicked: The Life and Times of the Wicked Witch of the West) est le premier roman de la série littéraire The Wicked Years de Gregory Maguire et se déroulant dans l'univers d'Oz. 

## Réappropriation de l'univers d'Oz
Ce roman publié en 1996 met en situation les personnages inventés par L. Frank Baum dans The Wonderful Wizard of Oz. Les éléments présentés contredisent très rarement la trame historique mise en place par les auteurs précédents. Toutefois, la vision donnée du pays d'Oz et de ses habitants change radicalement le regard et le jugement sur les personnages, tels qu'ils étaient présentés dans les romans originaux.
Le roman s'intéresse en particulier au personnage de la méchante sorcière qui apparaît dans Le Magicien d'Oz. Il lui donne le nom d'Elphaba (en référence au nom de L. Frank Baum, « El » provenant de L., « fa » de Frank et « ba » de Baum), lui donne une famille, et raconte sa jeunesse, avant l'arrivée de Dorothy Gale. Il met également en scène Glinda, et en fait une compagne d'études d'Elphaba.

## Suites
Ce roman est le premier de la quadrilogie littéraire The Wicked Years, il est suivi par :
- 2005 : Son of a Witch : La Véritable Suite de Wicked (Son of a Witch)
- 2008 : A Lion Among Men
- 2011 : Out of Oz

## Adaptations
Une adaptation du roman en comédie musicale, Wicked, a été créée en 2003.
Une adaptation filmée, nommée Wicked, en deux parties a également été réalisée en 2024.

## Éditions
- (en) Wicked: The Life and Times of the Wicked Witch of the West, HarperCollins, 1995, 406 p. (ISBN 0-06-098710-3)
- Wicked : La Véritable Histoire de la méchante sorcière de l'Ouest  (trad. Emmanuel Pailler), Bragelonne, 2011, 495 p. (ISBN 978-2-35294-477-5)
- Wicked : La Véritable Histoire de la méchante sorcière de l'Ouest  (trad. Emmanuel Pailler), Bragelonne, 2019, 512 p. (ISBN 979-1028111984)